# Parobisium scaurum
Parobisium scaurum är en spindeldjursart som beskrevs av Volker Mahnert 2003. Parobisium scaurum ingår i släktet Parobisium och familjen helplåtklokrypare. Inga underarter finns listade i Catalogue of Life.